# Hacienda de San Antonio
Hacienda de San Antonio är en ort i Mexiko.   Den ligger i kommunen Senguio och delstaten Michoacán de Ocampo, i den södra delen av landet, 130 km väster om huvudstaden Mexico City. Hacienda de San Antonio ligger 2 347 meter över havet och antalet invånare är 382.
Terrängen runt Hacienda de San Antonio är lite bergig. Runt Hacienda de San Antonio är det ganska tätbefolkat, med 166 invånare per kvadratkilometer. Närmaste större samhälle är Mineral de Angangueo, 13,2 km sydost om Hacienda de San Antonio. I omgivningarna runt Hacienda de San Antonio växer i huvudsak blandskog.